# Francis Seymour, 5:e hertig av Somerset
Francis Seymour, 5:e hertig av Somerset, född den 17 januari 1658, död den 20 april 1678, var en engelsk ädling. Han var son till Charles Seymour, 2:e baron Seymour av Trowbridge och Elizabeth Alington.
Somerset var känd som 3:e baron Seymour av Trowbridge mellan 1665, då hans far dog, och 1675, då hans släkting John Seymour dog och han blev hertig av Somerset efter denne. Själv dog han tjugo år gammal, ogift och barnlös, efter att ha blivit skjuten till döds av Horatio Botti,   en genuesisk adelsman, vars gemål Seymour skall ha förolämpat i Lerici. Titeln gick vidare till hans bror Charles Seymour.